# Pałac w Sławkowie
Pałac w Sławkowie – zabytkowy pałac na Morawach (Republika Czeska). 
Jedna z najstarszych siedzib szlacheckich znajduje się kilka kilometrów od Brna. Pałac jest wpisany na listę Narodowych zabytków Kultury.

## Historia
Pierwsze pisemne wzmianki o pałacu pochodzą z XIII w., kiedy to istniała tu komturia zakonu krzyżackiego. W XVI w. za Oldřicha III z Kounic wzniesiono na starych fundamentach pałac. W kolejnym stuleciu dokonano jego rozbudowy. Zleceniodawcą był Dominik Ondřej z Kounic (1654-1705). Jego syn Maxmilián Oldřich (1679–1746) ożenił się z Marią von Ostfriesland hrabiną Rietberg (1687–1758). Nową część zamku zaprojektował włoski architekt Domenico Martinelli (1650-1718), freski na większości z sufitów namalował Andrea Lanzani, a rzeźby do dziś zdobiące park wykonał Giovanni Giuliani (1664-1744). Po wygaśnięciu linii rodu Kouniców zamek przeszedł do rąk rodu Pálffy. Po II wojnie światowej rezydencja została znacjonalizowana.

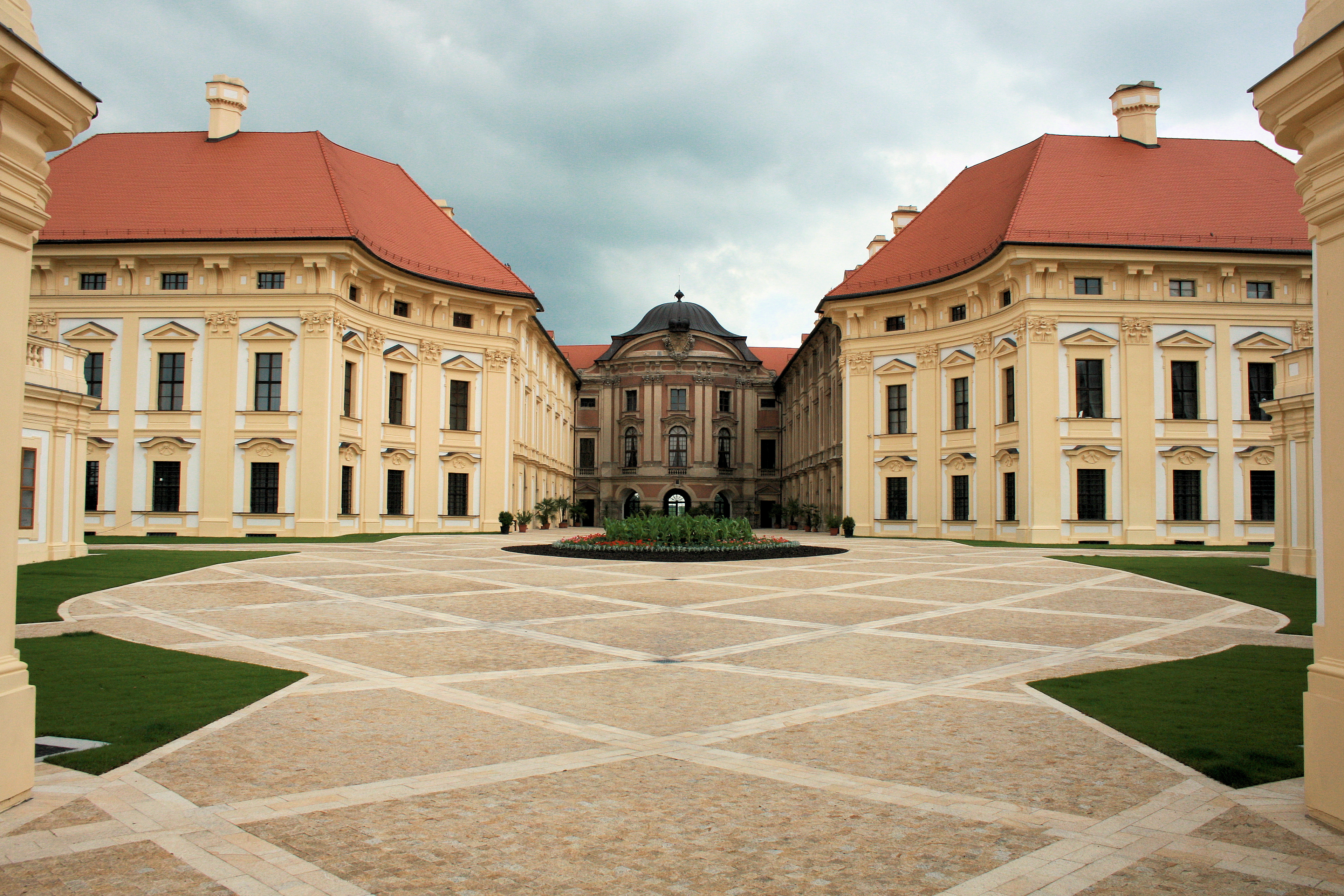
Główne wejście do zamku
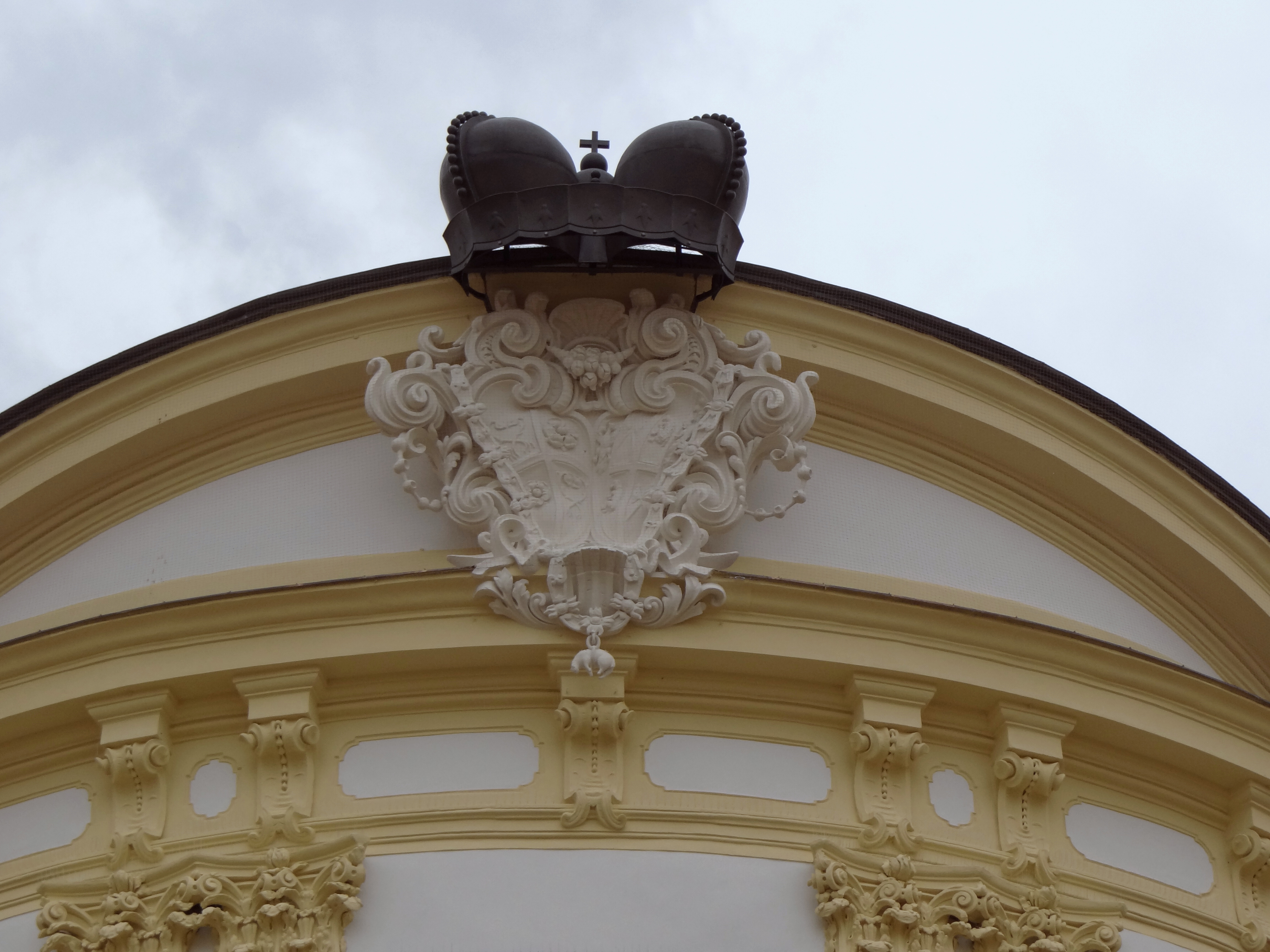
Herby  von: Kaunitz, Ostfriesland
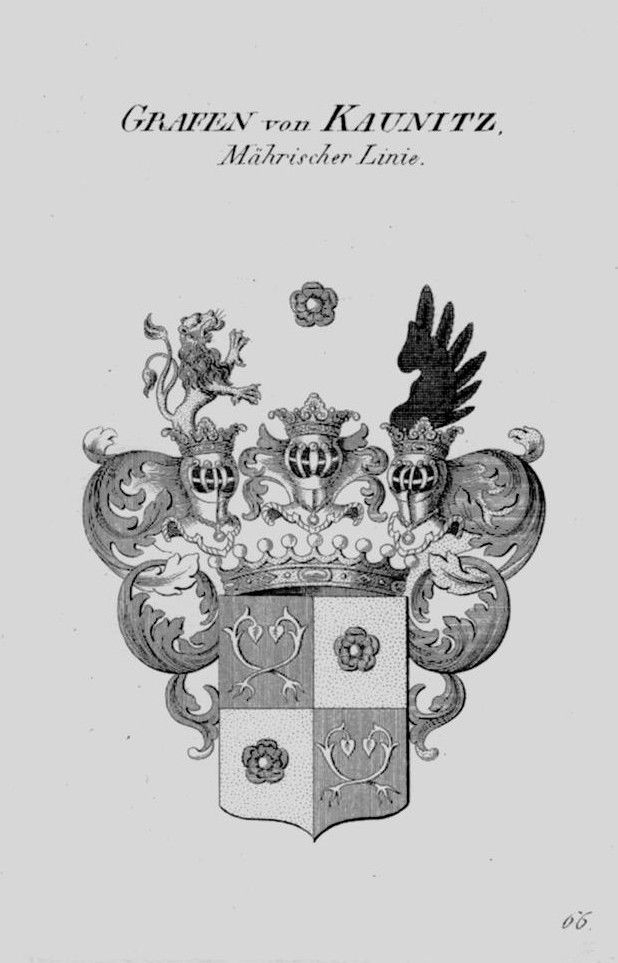
Herb von Kaunitz
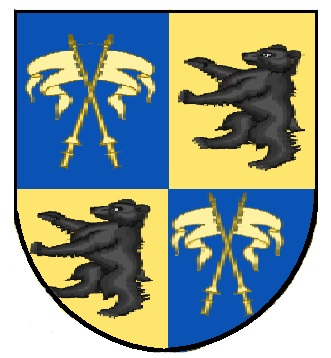
Herb von Ostfriesland
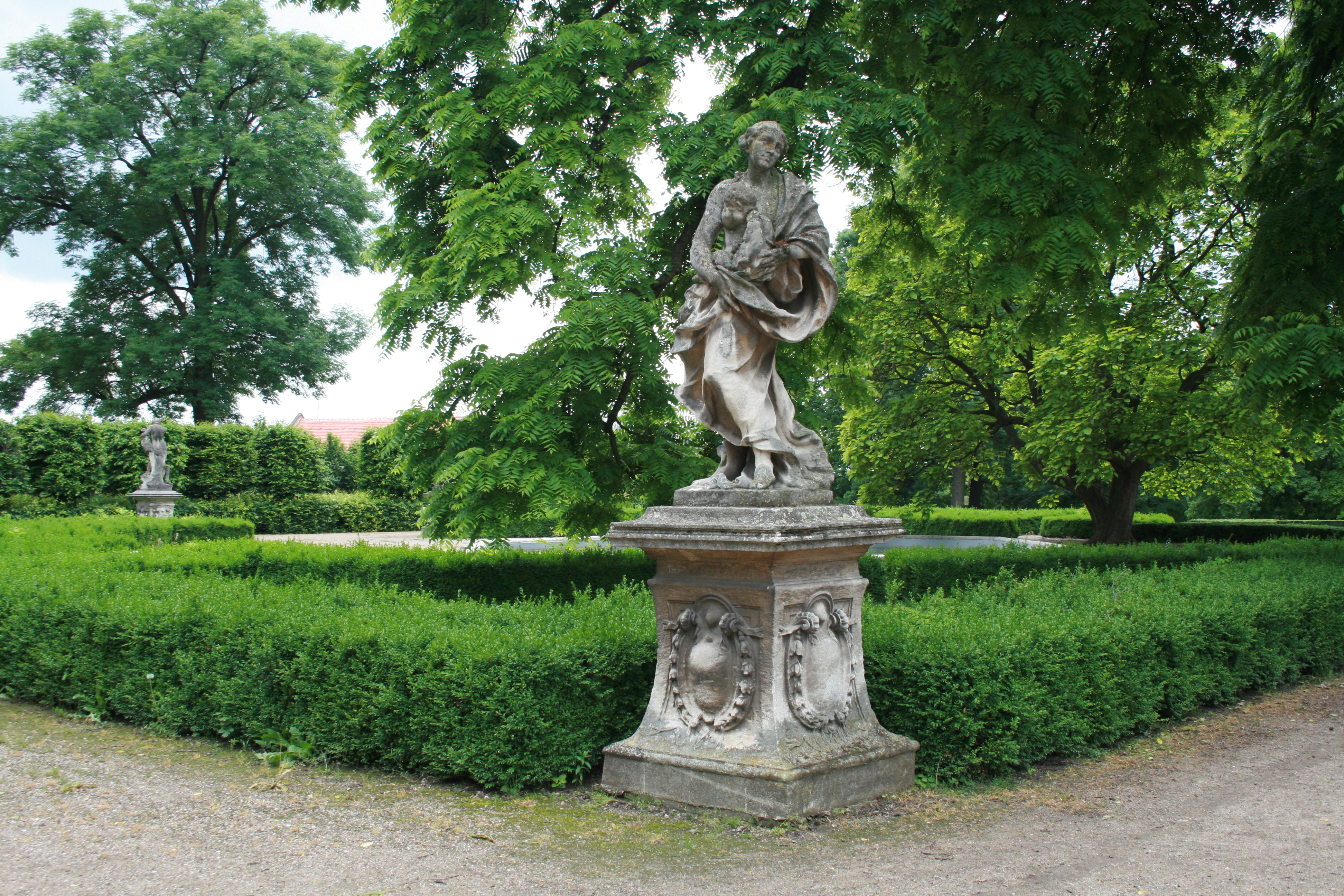
Figura w parku zamkowym

## Turystyka
Zwiedzanie odbywa się na czterech trasach tematycznych:
- sale historyczne
- saloniki historyczne
- bitwa wirtualna
- podziemie

## Imprezy
- Dni Napoleonśkie i imprezy rocznicowe z okazji bitwy pod Austerlitz
- Festiwal Literatury Wojennej
- Oldtimer Festiwal
- Międzynarodowy turniej w grze w pentaque
- Jarmarki Rzemieślnicze